# It Came from Beneath the Sea
It Came from Beneath the Sea (Surgió del fondo del mar en España y La bestia del mar en Latinoamérica) es una película estadounidense de ciencia ficción y terror lanzada en 1955, dirigida por Robert Gordon.
Es una muestra de monster movie. Lo mejor resultan los efectos especiales stop motion de Ray Harryhausen y la presencia protagonista de Kenneth Tobey.

## Argumento
Un monstruoso pulpo radioactivo aparece en el mar, atacando distintas embarcaciones. El capitán de un submarino atómico, acompañado de dos científicos, intentan detenerlo, a pesar del escepticismo de la marina. El pulpo finalmente ataca la ciudad de San Francisco llevando el terror a su población.

## Reparto
- Kenneth Tobey como el comandante Pete Mathews.
- Faith Domergue como el profesor Lesley Joyce.
- Donald Curtis como Dr. John Carter.
- Ian Keith como Burns.
- Dean Maddox Jr. como Norman.
- Chuck Griffiths como Griff.
- Harry Lauter como el diputado Bill Nash.
- Richard W. Peterson como el capitán Stacy.
- Tol Avery como el marino interno.
- William Bryant como el piloto del helicóptero.
- Del Courtney como Robert David Chase, el asistente de seguridad naval.
- Roy Engel como el controlador de las habitaciones.
- Eddie Fisher como McLeod.
- Sam Hayes como el presentador del telediario.
- Jules Irving como King.
- Jack Littlefield como Aston.
- Rudy Puteska como el marinero
- Ray Storey como el periodista.
- William Woodson como el narrador.